# La steppa (Čechov)
La steppa è un racconto lungo di Anton Čechov, pubblicato inizialmente sulla rivista Severnyj vestnik, numero 3 del 1888. 

## Trama
Il racconto tratta di un viaggio attraverso la steppa ucraina, vista dagli occhi di un bambino di nove anni, Egòruska, che viaggia su un carro per raggiungere la città dove si reca per studiare. In questo suo viaggio è accompagnato da altri due personaggi, lo zio mercante Kuz’mičov e il sacerdote del villaggio, padre Christofor. Tutto il racconto è occupato dalle descrizioni della natura e dalle riflessioni personali del protagonista.

## L'autore
Quando pubblica La Steppa Cechov ha soltanto ventotto anni. Dichiara in una lettera all'amico scrittore Aleksej Nikolaevič Pleščeev:
"Per scrivere La steppa... ho lavorato con fatica e con tensione, estirpando tutto da me, e ciò mi ha stancato terribilmente. Il racconto è riuscito o no? Davvero non lo so. In ogni caso, è il mio capolavoro; non sono in grado di fare di meglio". 

## Collocazione nell'opera complessiva dell'autore
La steppa occupa una posizione importante nell’opera di Cechov: è una delle prime opere a riflettere un mutamento nello stile dello scrittore: i critici Mirskij e Čudakov  dividono la sua attività letteraria in due periodi distinti, prima e dopo il 1886.

## Temi
- la natura

- il destino
- l'infanzia
- la felicità e l'infelicità

"Ne La Steppa è ricordato il tema della felicità e della fortuna, e il centro del racconto è proprio il problema del "destino": di quale sarà la sorte di Egoruska"."

## Fortuna critica
Igor Sibaldi scrive: 
"La steppa fu il primo successo importante di Cechov: Il pubblico degli anni Ottanta lo capì al volo, e tutt'intero, 
riconoscendovisi appieno, e da allora egli ebbe entusiasti a non finire."

### Critica di Nabokov
Vladimir Vladimirovič Nabokov racconta: 
"...era in uso in Russia una 
specie di gioco di società che consisteva nel dividere i propri 
conoscenti tra quelli che amavano Cechov e quelli che non lo 
amavano. Questi ultimi non erano persone a posto". 
In risposta a chi rimproverava Čechov di indifferenza morale nel ritrarre i suoi personaggi scriveva:
“... invece di fare del personaggio il veicolo di una lezione […] ci presenta un essere vivo
senza preoccuparsi di messaggi politici o di tradizioni letterarie” [...] pur
non essendosi mai preoccupato di fornire un messaggio sociale o etico, il suo genio
rivelò quasi involontariamente le più cupe realtà dell’affamata, disorientata, servile,
rabbiosa Russia contadina meglio di una moltitudine di altri scrittori – Maksim Gor'kij per
esempio – che ostentavano le proprie idee sociali in una processione di fantocci
dipinti” 
.